# チャールズ・スターク・ドレイパー
チャールズ・スターク・ドレイパー（Charles Stark Draper、1901年10月2日 - 1987年7月25日）は、アメリカの科学者にして工学者であり、「慣性航法の父」とも呼ばれている。MIT器械工学研究所の創設者で初代所長であり、NASAのアポロ誘導コンピュータの設計・製作を指揮し、アポロの月着陸を可能にした。同研究所は後にチャールズ・スターク・ドレイパー研究所と改称している。

## 生涯と業績
ミズーリ州ウィンザーで生まれ、1917年にミズーリ大学コロンビア校に入学。1919年にはカリフォルニア州にあるスタンフォード大学に転校し、1922年心理学の学士号を得て卒業。その後マサチューセッツ工科大学 (MIT) に進学し、1926年電気機械工学の学士号を取得。1928には修士号、1938年には博士号を取得した。
MITで教職に就き、1939年には航空工学の教授に就任。1930年代に器械工学研究所を創設し、それが1973年にはチャールズ・スターク・ドレイパー研究所となった。1961年、月に人間を送り込むというアポロ計画関係者から接触を受ける。同計画はジョン・F・ケネディが発表したばかりだった。この接触から、月着陸の際の航行と誘導を制御するアポロ誘導コンピュータを開発することになった。
航法装置への関心から、1930年代にパイロットの訓練も受けている。ただし、陸軍航空隊のパイロットにはなれず、民間コースで飛行を学んだ。
航空機、宇宙機、潜水艦などで使われることになる慣性航法装置を発明した。これらの乗り物は地上や水上を移動する乗り物とは異なり、位置と方向と速度の把握が難しい。慣性航法装置はジャイロスコープで方向の変化を感知し、加速度計で速度の変化を感知する。アポロ計画でも、慣性航法装置に関する知識を生かした。以上のような発明と貢献から、1981年にアメリカの「発明の殿堂」入りを果たした。
1960年、ハワード・N・ポッツ・メダル を受賞。1964年にはアメリカ国家科学賞を受賞した。
全米技術アカデミーはドレイパーを記念し、毎年チャールズ・スターク・ドレイパー賞を授与している。ドレイパーの親族は生誕地のミズーリ州に多く住んでおり、例えば従兄弟にはミズーリ州知事となったロイド・C・スタークがいる。
晩年はテムズ・バリアー（イギリスのテムズ川にある防潮堤）の設計に関わったが、完成前に亡くなった。